# İzmit
İzmit, também chamada Cocaeli ou Cojaéli (em turco: Kocaeli, Kodja-eli ou Koja-eli), é uma cidade e distrito do noroeste da Turquia, na região de Mármara. Situada à beira do golfo de İzmit, do mar de Mármara, é o centro e capital da área metropolitana e província de Cocaeli. O distrito tem 480 km² de área e em dezembro de 2021 tinha 371 002 habitantes (densidade: 772,9 hab./km²).
Foi fundada com o nome de Ástaco ou Ólbia em 712 a.C. Em 264 a.C. foi refundada por Nicomedes I da Bitínia e mudou de nome para Nicomédia (em grego: Νικομήδεια), nome que ainda é usado em grego.